# Helsingfors kammarorkester
Helsingfors kammarorkester (finska: Helsingin kamariorkesteri) är en finländsk kammarorkester. 
Helsingfors kammarorkester är en av fackmusiker sammansatt orkester, som sedan 1953 med framgång konserterat i Helsingfors och på andra orter. Dirigenter har varit bland andra  Paavo Berglund, Okko Kamu, Jorma Panula och Leif Segerstam.